# De Kluut (eiland)
De Kluut is een onbewoond Nederlands eiland dat net ten noorden van Harderwijk midden in het Veluwemeer ligt. Rond 1960 is De Kluut ontstaan door een zandopspuiting na de aanleg van Flevoland. Het vier hectare grote eiland is deels bebost. Aan de westzijde bevindt zich een tentenkamp met nomadententen die verhuurd worden. In het haventje aan de kop van het eiland kunnen maximaal 55 plezierboten afmeren. Campinggasten worden met een voetpontje naar het eiland gehaald en gebracht vanaf de Flevolandse meeroever.

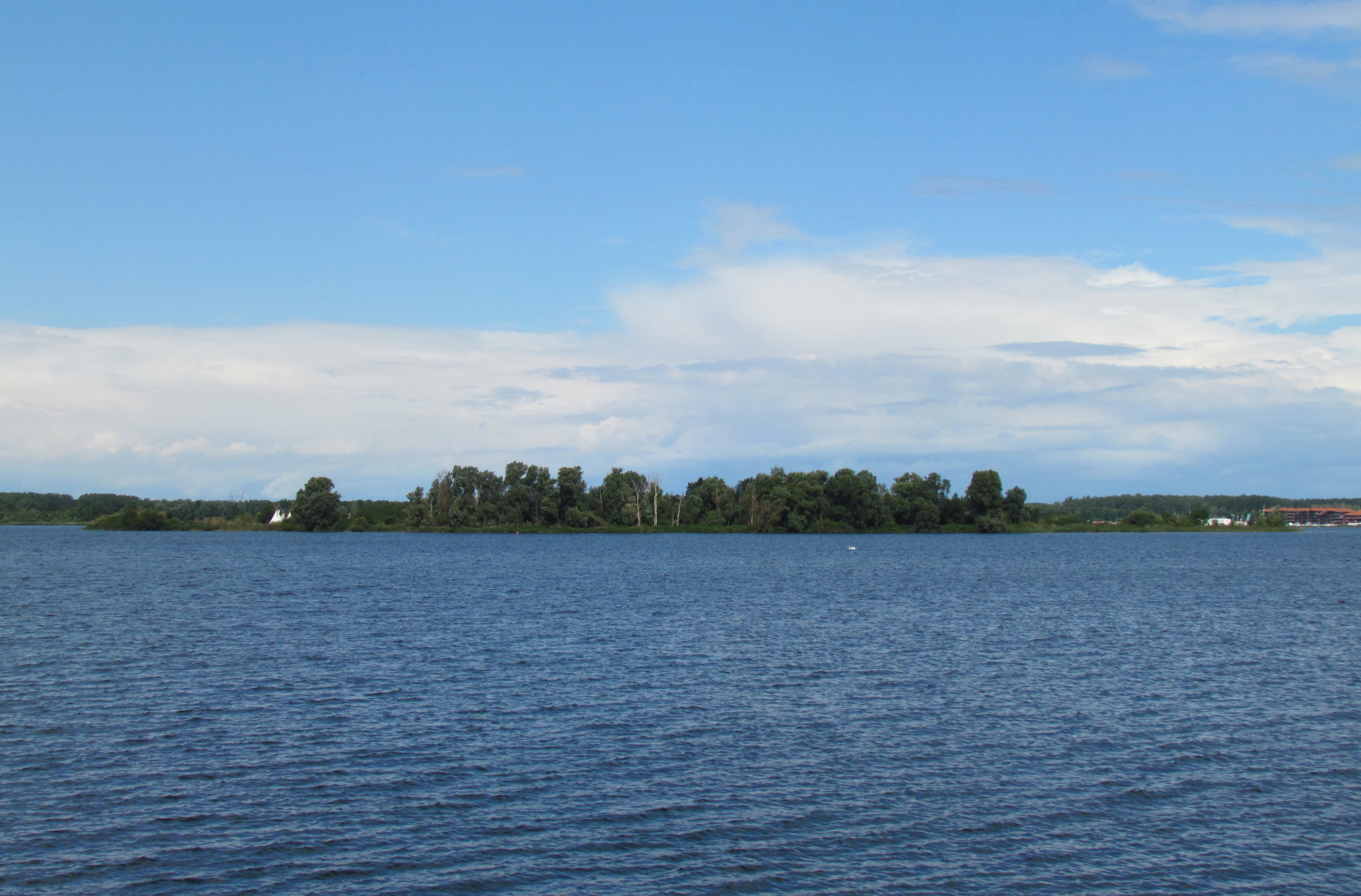
De Kluut, gezien vanaf Harderwijk (2014)